# 이사크 쿠엥카
호안 이사크 쿠엥카 로페스(스페인어: Joan Isaac Cuenca Lopez, 1991년 4월 27일 ~ )는 스페인 출신의 축구 선수이며, 현재 베갈타 센다이에서 뛰고 있다. 포지션은 윙어이다.